# ノエル・ゴディン

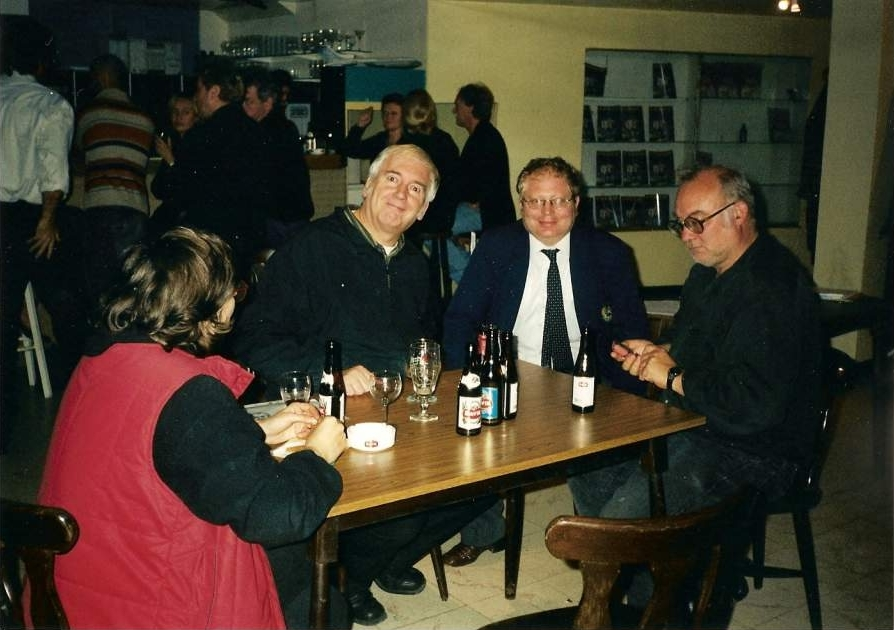
ノエル・ゴディン（左から2番目）

ノエル・ゴディン（Noël Godin; 1945年9月13日 - ）は、ベルギーの作家、評論家、俳優、パイ投げアナーキスト（パイ投げスナイパー）である。
今まで50人以上の著名人にパイをぶつけてきたパイ投げのプロ。これまでの犠牲者は、アラン・ドロン（俳優）、ジャン＝リュック・ゴダール（映画監督）、マルグリット・デュラス（小説家）、ベルナール＝アンリ・レヴィ（哲学者）、カトリーヌ・ドヌーヴ（女優）、カール・ラガーフェルド（ファッションデザイナー）、ケニー・ロジャース（歌手）等々。
1998年に彼のグループがマイクロソフト最高責任者であるビル・ゲイツをパイ投げで奇襲したことで世界的注目を浴びるようになった（この創案は彼と彼の友人であるジャン＝ピエール・ブーソーとによって立てられた）。ゲイツを攻撃した後ゴディンは伝えられるところによると、『私の仕事は成し遂げられた』と叫んだ。
ターゲットとなる相手を選ぶときの基準は「Powerful（精力的）」「Self-Importance（自尊心が強い）」「Lacking of Humour（ユーモアのセンスがない）」。

## 主な出演作
長編映画
- パレ・ロワイヤル! Palais royal! （2005年） - 日本では劇場未公開。第14回フランス映画祭2006にて上映。
- マムート Mammuth （2010年） - 日本では劇場未公開。第19回フランス映画祭2011にて上映